# أرلدون
الأرلدون أو الأريلدون (بالإنجليزية: arildone)‏ وهو دواء مضاد للفيروسات ودواء يعتمد في آلية قتله للميكروبات على تثبيط ارتباط مسببات الأمراض بالعائل أو تثبيط قدرة مسبب المرض على تمييز العائل أو الكائن الحي المضيف له.
يعطى دواء أريلدون موضعيا وإينترلي وقد جرب على الفئران وأثبتت التجارب بأن الدواء يعطى 5 مرات يوميا لمدة 7 أيام لمحاكاة شروط الاستخدام السريري. تأثير الدواء ظهر في البول والبراز من خلال النشاط الإشعاعي وبعد ذلك استيعاب آريلدون على نطاق واسع.